# 隆格瓦勒
隆格瓦勒（法語：Longueval，法語發音：[lɔ̃ɡval]）是法国上法蘭西大區索姆省的一个市镇，属于佩罗讷区。

## 地理
隆格瓦勒（50°1'32"N, 2°48'13"E）面积8.53 平方千米，位于法国上法蘭西大區索姆省，该省份为法国北部沿海省份，北起加来海峡省和北部省，西接滨海塞纳省和大西洋英吉利海峡，南至瓦兹省，东临埃纳省。
与隆格瓦勒接壤的市镇（或旧市镇、城区）包括：马坦皮什、巴藏坦、弗莱尔、然希、吉耶蒙、阿尔德库尔欧布瓦、皮卡第地区蒙托邦。
隆格瓦勒的时区为UTC+01:00、UTC+02:00（夏令时）。

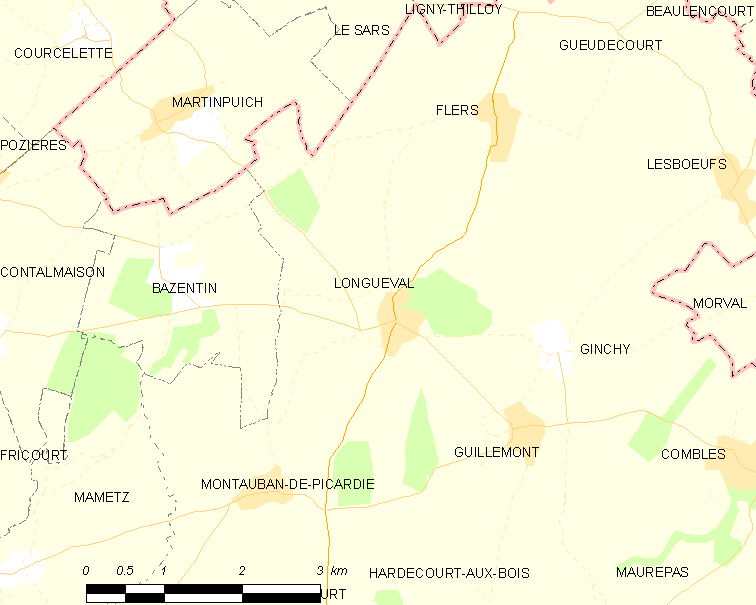
隆格瓦勒的OSM定位图

## 行政
隆格瓦勒的邮政编码为80360，INSEE市镇编码为80490。

## 政治
隆格瓦勒所属的省级选区为佩罗讷县。

## 人口

1962-2008年间隆格瓦勒人口变化图示

隆格瓦勒于2022年1月1日时的人口数量为285人。